# گرلن
گِرلَن (به فرانسوی: Guerlain‎ تلفظ فرانسوی: [ɡɛʁlɛ̃]) شرکت کالای لوکس فرانسوی است، که در سال ۱۸۲۸ تأسیس شد.